# Villeneuve-sur-Allier
Villeneuve-sur-Allier ist eine französische Gemeinde mit 1.037 Einwohnern (Stand: 1. Januar 2022) im Département Allier in der Region Auvergne-Rhône-Alpes; sie gehört zum Arrondissement Moulins und zum Kantons Yzeure. Die Einwohner werden Villeneuvois genannt.

## Geographie
Villeneuve-sur-Allier liegt in der Landschaft Sologne bourbonnaise, rund zwölf Kilometer nordnordwestlich von Moulins. Der Allier begrenzt die Gemeinde im Westen. Umgeben wird Villeneuve-sur-Allier von den Nachbargemeinden Tresnay im Norden und Nordwesten, Toury-sur-Jour im Norden und Nordosten, Aurouër im Osten, Trévol im Süden und Südosten, Montilly im Süden, Bagneux im Westen und Südwesten sowie Aubigny im Westen und Nordwesten.
Durch die Gemeinde führt die Route nationale 7.
Die Gemeinde besitzt seit 1853 einen Haltepunkt an der Bahnstrecke Moret-Veneux-les-Sablons–Lyon-Perrache, welcher von Zügen des TER Bourgogne-Franche-Comté der Verbindungen Nevers–Clermont-Ferrand bedient wird.

## Bevölkerungsentwicklung
| Jahr                       | 1962 | 1968 | 1975 | 1982 | 1990 | 1999 | 2006 | 2011 | 2018 |
| Einwohner                  | 901  | 877  | 910  | 969  | 971  | 939  | 952  | 1004 | 1073 |
| Quellen: Cassini und INSEE |      |      |      |      |      |      |      |      |      |

## Sehenswürdigkeiten
- Kirche Notre-Dame
- Schloss Le Riau aus dem 15. Jahrhundert
- Domäne Balaine, Monument historique seit 1993

Siehe auch: Liste der Monuments historiques in Villeneuve-sur-Allier

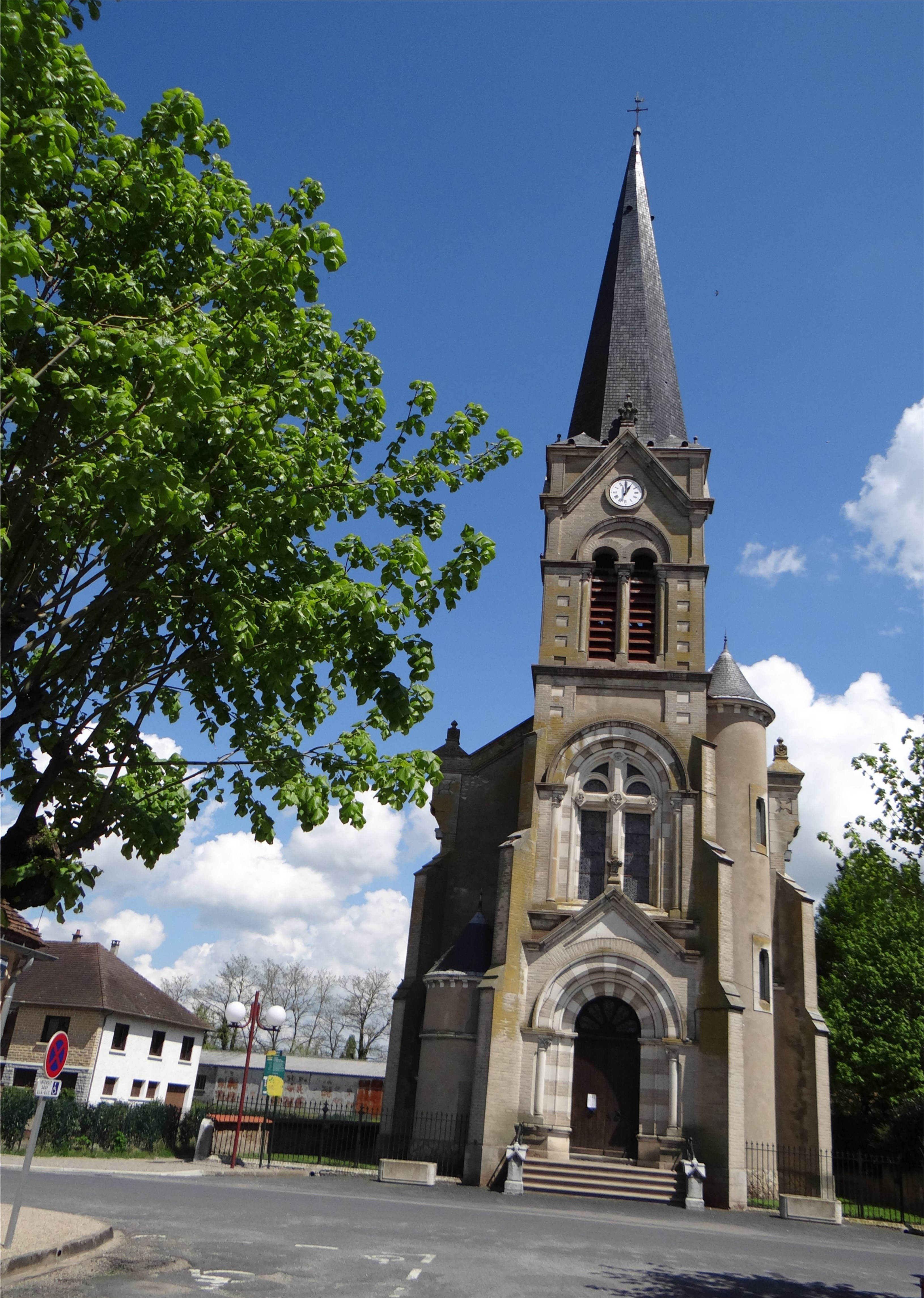
Kirche Notre-Dame
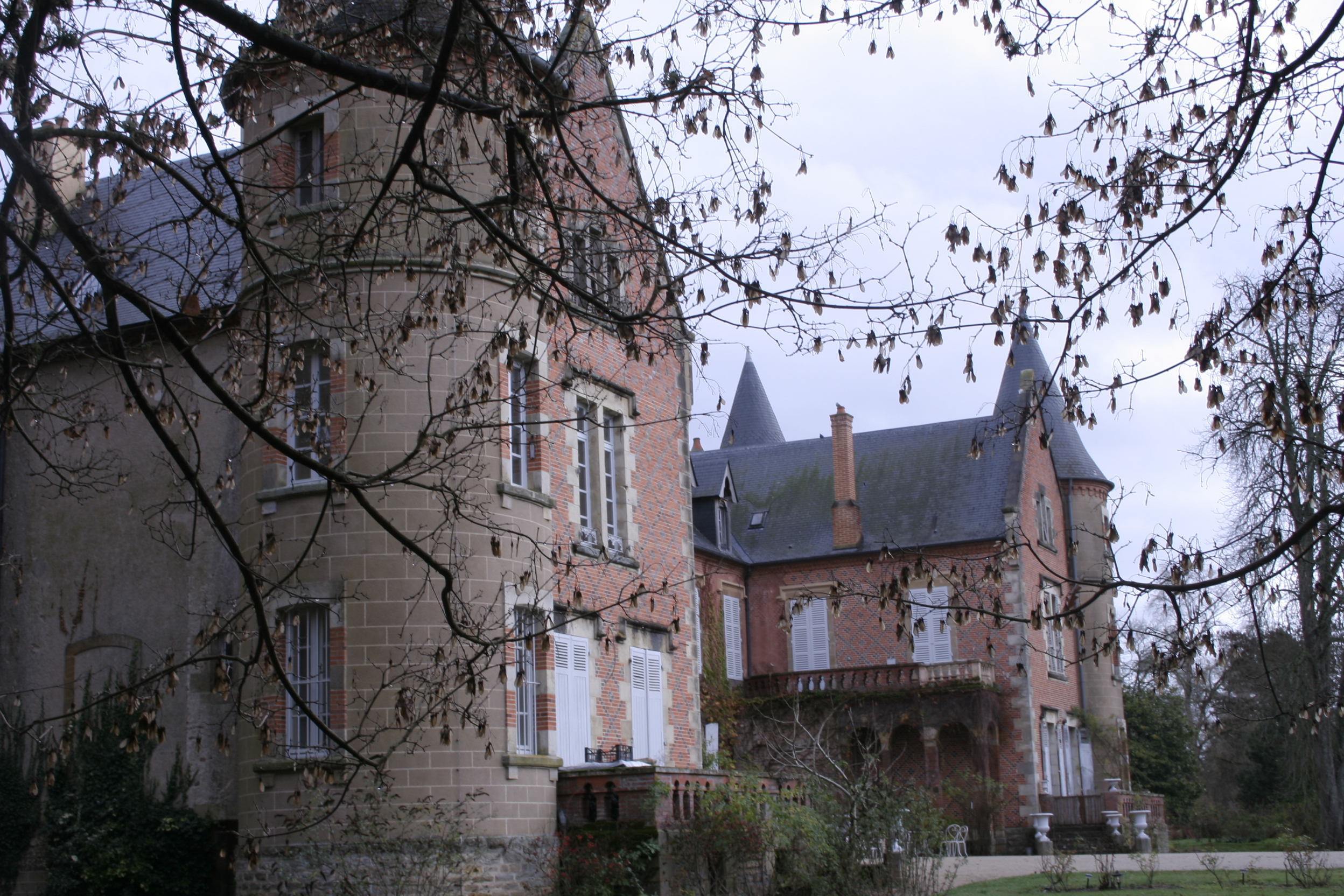
Domäne Balaine